# Opel Performance Center
OPC (ou Opel Performance Center) est une filiale allemande indépendante du constructeur allemand Opel, pour promouvoir et développer à l'échelle européenne le sport automobile de la marque Opel.
Autrefois simple division sportive du constructeur, la division devient indépendante en 1997.
Le dirigeant de OPC GmbH est l'ancien pilote allemand Volker Strycek (en) qui a gagné entre autres en 1984 le championnat DTM.
Cette dénomination est apparue sur une voiture de Série en 1999 sur l'Opel Astra G OPC commercialisée en série limitée à 3 000 exemplaires de 1999 à 2001.
En 2004, OPC change son logo. Jusque là, le logo apposé sur les modèles était gris avec une courbe jaune qui le traversait (Couleur d'Opel Motorsport). Désireux d'affirmer son indépendance comme l'avait fait le label GSI (dont la couleur était le rouge), le nouveau logo reste gris avec une nouvelle police d'écriture plus étiré et inaugure sa couleur officielle, le bleu. Le premier véhicule à faire son apparition avec le nouveau logo sera la Vectra C V8 DTM (modèle de compétition) puis l'Astra H OPC (description ci-dessous de cette voiture) pour les modèles routes.

## Historique

### Évolution du logo

Premier logo

## Modèles

### Citadines

#### Corsa D OPC
L'Opel Corsa D OPC a été commercialisé dès 2007 en Europe. En Angleterre, elle est appelée Vauxhall Corsa D VXR et se positionne comme étant le modèle le plus sportif de la gamme, comme le faisaient ses devancières la Corsa C et B GSI. Lors de sa sortie, le pilote Manuel Reuter signe un tour de 8 minutes et 40 secondes sur la célèbre boucle nord du Nürburgring, ce qui en fait le record de sa catégorie qu'elle conservera jusqu'en 2011.

##### Généralités
La Corsa OPC se base sur le châssis de la version 3 portes de la Corsa banale. De l’extérieur, elle se distingue par des pare-chocs spécifiques aux multiples inserts en aluminium brossé, une calandre et des grilles intrinsèques à cette version, des jantes "Snowflakes" en 17 pouces (pneus 215/45R17) laissant entrevoir des étriers bleus, des jupes latérales, des rétroviseurs au dessin travaillé, des répétiteurs de clignotants inédits, un béquet de toit discret et une sortie d'échappement centrale triangulaire. À l'intérieur, des sièges baquets Recaro noir cuir-tissu la différenciaient des autres Corsa. Tout comme le volant à méplat, le pommeau de vitesse et le compteur, tous 3 frappés des lettres OPC.
Disposant d'un rapport qualité/prix très agressif, c'est la version des OPC la plus vendues de la gamme. En effet, la Corsa D OPC et OPC Nürburgring se sont vendues à 17 000 exemplaires (état à mai 2012), soit presque autant que l'Astra sur 3 générations.
Elle était notamment proposée de série avec un équipement bien garni pour l'époque : ordinateur de bord, climatisation automatique, commandes au volant, etc. En option, le client pouvait opter en plus pour un GPS, des jantes 5 branches type "Y" en 18 pouces et changer la couleur des sièges (cuir + tissu bleu au centre ou full cuir). À l'instar de certaines de ses concurrentes, elle proposait un système ESP totalement déconnectable.
En 2010, la Corsa subit un Facelift et la version OPC n'échappe pas à la règle. Sur l'OPC, les éléments mécaniques restent identiques, seul le dessin change (phares avant, phares arrière). À l'intérieur, l'OPC se met à jour en termes de connectivité (nouveau GPS, nouveau système d'Infotainment, prise USB, etc.) mais la planche de bord reste globalement identique.
La Corsa OPC était disponible en 6 coloris : Blanc, rouge, bleu Bermudes ou Ardennes (selon les pays), jaune, noir ou gris.

##### Châssis et trains roulants
Comme pour la Corsa banale, l'OPC est construite sur la plate-forme SCCS, cette dernière est issue d'un partenariat entre Fiat et GM. Comme pour les autres modèles OPC, la Corsa bénéficie de l'infrastructure d'Opel aux marges du circuit du Nürburgring pour sa mise au point sur la boucle nord. L'assiette a été abaissé de 10 mm. Le train avant est basé sur une suspension McPherson et la barre stabilisatrice a été agrandie de 10 mm. Sur l'essieu arrière, une modification de l'angle de soudure de la barre de torsion a été opérée afin de raidir le comportement de la voiture.
Le système de freinage se compose à l'avant de disques ventilés de 308 mm avec des étriers mono-pistons à montage axial et à l'arrière de disques pleins de 264 mm. La transmission quant à elle se compose d'une boîte à 6 vitesses manuelles avec un autobloquant électronique.
À noter que dans la boîte de dialogue ci-contre, le poids est donné selon la norme 70/156/CEE qui comprend le conducteur et quelques bagages.

##### Moteur
Le moteur de la Corsa OPC fait partie de la GM Family I (en). C'est un moteur de génération III et il porte le nom de A16LER. Concrètement, il est muni d'un bloc en fonte plus léger et permet des taux de compression de 8,8:1, ce qui est relativement élevé pour ce moteur qui a une cylindrée de 1 598 cm3. Ce groupe motopropulseur utilise également la technologie DCVCP (variante du VVT) et un refroidissement du piston par jet d'huile. Ce moteur utilise une courroie de distribution et celle-ci n'entraîne pas la pompe à eau, ce qui a contribué à fiabiliser ce bloc qui souffrait de cela auparavant.
Dans les chiffres, ce moteur délivre 141 kW (192 chevaux) à 5 850 tr/min et un couple maximal de 233 N m atteignant un pic de 266 N m entre 1980 et 5 850 tr/min grâce à son overboost. Il a aussi les caractéristiques suivantes :
- 4 cylindres en ligne et 16 soupapes (4 par cylindres)
- Double arbre à cames en tête
- Alésage × Course: 79 mm × 81,5 mm
- Moteur transversal, ici monté à l'avant

#### Corsa D OPC Nürburgring Edition
Une série spéciale sera commercialisée en septembre 2011 et limitée à 500 exemplaires dont 150 pour la France et 100 pour la Suisse. Elle terminera aux portes du podium (4e position) lors de l’élection de la sportive de l'année par le magazine échappement alors que sa grande sœur (Opel Astra J OPC) était elle sur le podium. Elle fait référence au célèbre circuit allemand surnommé aussi l'enfer vert.

##### Généralités
L'édition Nürburgring se distingue de l'OPC par une double sortie d'échappement Remus, des jantes 18 pouces à 10 branches, une lame avant spécifique ainsi qu'un diffuseur arrière et un béquet propres à cette version et la représentation du circuit sur les montants de porte. Elle est basée sur la version OPC de la Corsa Facelift, elle lui prend donc tous les attributs intérieurs. Les sièges Recaro reçoivent eux aussi le dessin du circuit, gravé sur le haut du baquet. Enfin, sur le bas de portes, lors de l'ouverture de cette dernière, les inserts en aluminium signés "OPC" laissent leur place à un insert noir façon vernis piano et l'inscription nürburgring edition. Chaque version est numérotée et le propriétaire a le choix entre 5 coloris : vert, orange, blanc et noir.

##### Châssis et trains roulants
Par rapport à l'OPC classique, cette version spéciale s'arme d'un châssis abaissé de 20 mm posé sur des suspensions de chez Bilstein. Sur le train avant, les freins restent en disques fixes ventilés de 308 mm mais sont cette fois-ci pincés par des étriers Brembo 4 pistons à montage axial permettant de gagner 30 % du poids par rapport au système de sa devancière. La transmission reste la même mais reçoit cette fois-ci un autobloquant à glissements limités mécanique de chez Drexler limité à 40 %. Ce combo donne à la Corsa un châssis et une motricité d'excellente qualité reconnue par la presse.
À noter que dans la boîte de dialogue ci-contre, le poids est donné selon la norme 70/156/CEE qui comprend le conducteur et quelques bagages.

##### Moteur
Le moteur devient A16LES et n'est qu'une évolution de l'ancien. Il développe 155 kW (210 chevaux) à 5 850 tr/min et un couple de 250 N m porté à 280 N m sur la plage d'overboost de 2 250 à 5 850 tr/min. Le turbocompresseur de marque Borg-Warner effectue une mise en pression maximale de 1,5 bar.

#### Corsa E OPC
L'Opel Corsa E OPC a été commercialisé dès 2015 en Europe. En Angleterre, elle est appelée Vauxhall Corsa E VXR. Elle succède à la Corsa D OPC (voir ci-dessus).

##### Généralités
La Corsa E OPC se distingue de sa version basique par ses boucliers retravaillés (inserts en aluminium, diffuseur), sa prise d'air frontal sous le capot, ses jupes latérales et sa double sortie d'échappement Remus ainsi que son béquet. Elle se base sur la version 3 portes de la Corsa E. À l'intérieur, on retrouve des sièges Recaro tissu-cuir et la panoplie des équipements signés OPC (volant à méplat, pommeau, compteurs, etc.).
De série, la Corsa OPC propose un assistant de démarrage en côte, climatisation manuel, contrôle de pression des pneumatiques, Opel Onstar, ordinateur de bord, phares Bi-xénon (AFL+) et LED pour les feux de jour, système Infotainment avec écran tactile 6,95'' IntelliLink, jantes alliages 18 pouces, allumage automatique des phares et détecteur de pluie.
L'équipement de série étant un des points forts de cette voiture, il y avait peu de choix d'options : Parc Pilot avant et arrière, caméra de recul, Pack OPC Performance (voir ci-dessous), sièges full cuir et toit ouvrant.
La Corsa E OPC était disponible en 7 coloris : Blanc Glacier, jaune Mandarine, rouge Magma, gris Étincelle, noir Carbone, bleu Azur (bleu Nuit en Suisse) et vert Sauterelle.

##### Châssis et trains roulants
Curieusement, l'Opel Corsa E ne repose sur aucune plateforme connue, et pour causes, c'est une entière reconception de l'ancienne SCCS. En effet, la Corsa E devait initialement se baser sur des plateformes PSA après un contrat signé en 2012 par GM et PSA. Mais en 2013, PSA Peugeot Citroën est englué dans une terrible crise et le contrat est dissous. Les ingénieurs d'Opel reprennent donc l'ancienne base mais la remettent au goût du jour et assurent qu'il n'y a aucune pièce commune avec l'ancienne génération.
L'assiette a été abaissé de 10 mm. Le train avant est basé sur une suspension McPherson repris de la Corsa D OPC Nürburgring. De base, l'Opel Corsa E OPC n'introduit donc rien de plus par rapport à la Corsa D OPC classique.
En revanche, et c'est ce qui fera toute la différence selon la presse spécialisée, l'Opel Corsa E OPC propose un Pack OPC Performance dans ses options qui permet d'avoir une voiture au comportement radicalement différent. Par cette astuce, les ingénieurs de Rüsselsheim ont voulu plaire à un maximum de personnes puisque la précédente génération s'était très bien vendue en version simple sans forcément être une bête des circuits.
Avec ce pack, la transmission s'équipe d'un différentiel à glissement limités à rampes et disques Drexler taré à 40 %. Le train avant est décéléré par des disques fixes de 330 mm et des étriers Brembo 4 pistons à montage axial. Pour terminer, la voiture est posée sur 4 amortisseurs Koni avec un inédit système auto-réglable FSD (Frequency Selective Damping). Concrètement, c'est un système totalement mécanique (valve) placé dans l'amortisseur qui retarde la montée en pression et permet d'améliorer le confort et la tenue de route par rapport à une suspension classique.
À noter que dans la boîte de dialogue ci-contre, le poids est donné selon la norme 70/156/CEE qui comprend le conducteur et quelques bagages.

##### Moteur
Le moteur, A16LES n'est en fait que celui de la Corsa D OPC Nürburgring Edition remanié pour les normes Euro 6, il devient donc B16LES. Il développe 153 kW (207 chevaux) à 5 800 tr/min et un couple de 250 N m porté à 280 N m sur la plage d'overboost dès 1 900 à 5 800 tr/min. On remarque que par rapport au A16LES, le B16LES prend ses valeurs maximales plus tôt, c'est en fait une habile conception d'ingénieur qui permet d'avoir un moteur plus souple afin d'avoir une plage d'utilisation propice au respect des normes. Le turbocompresseur ainsi que sa gestion, toujours de marque Borg-Warner effectue une mise en pression maximale de 1,5 bar. Le groupe motopropulseur a aussi les caractéristiques suivantes :
- 4 cylindres en ligne et 16 soupapes (4 par cylindre)
- Double arbre à cames en tête
- Alésage × Course: 79 mm × 81,5 mm
- Moteur transversale, ici monté à l'avant

### Compactes
Tous modèles confondus, l'Opel Astra OPC s'est vendue à 22 000 unités sur ses 3 générations. C'est donc le modèle (l'Astra) le plus vendu de la gamme (état en 2012 avant l'apparition de l'Opel Astra J OPC).

#### Astra G OPC
Commercialisé de 1999 à 2001 à 3 000 exemplaires numérotés, c'est le premier modèle à avoir reçu la dénomination OPC. L'Opel Astra OPC fait figure de remplacement de l'Opel Astra F GSI.

##### Généralités
Créée à partir d'une base d'Opel Astra G 3 portes, elle diffère de celle-ci par quelques modifications.
Par rapport à l'Astra normale, l'Astra OPC est munie d'un aileron arrière spécifique, des rétroviseurs « type m3 » ainsi que d'une lame plus grosse sur le pare-chocs avant. Elle se voit chaussée de jantes BBS en 17 pouces ainsi que de pneus plus larges à flancs bas 215/40ZR17. L'intérieur quant à lui reçoit 2 superbes baquets en tissu fourni par Recaro (les versions suisses n'ont pas eu ces sièges), les ceintures de sécurité deviennent bleues. La numérotation des modèles XX of 3000 à la calligraphie spécifique prend place sur la console centrale.
Elle était disponible en 3 coloris : Noir, Gris, et Bleu Bermudes ou Ardennes, une couleur spécifique au modèle OPC. Sur le plan des performances, elle abattait le 1 000 m départ arrêté en 29,5 secondes et avait un coefficient de pénétration dans l'air (Cx) de 0,31.

##### Châssis et trains roulants
L'Astra OPC est basée sur la version 3 portes de l'Astra et reprend la plateforme T de GM (en). Pour cette version sportive, l'assiette a été abaissé de 15 mm et raffermie. Sur le train avant, les disques de freins ventilés passent à 308 mm avec un étrier mono-piston à montage axial. La transmission est assurée par une boîte de vitesses (F23) manuelle à 5 rapports envoyant la puissance sur les roues avant.
À noter que dans la boîte de dialogue ci-contre, le poids est donné selon la norme 70/156/CEE qui comprend le conducteur et quelques bagages.

##### Moteur
Appelé X20XER, il est basé sur l'un des premiers moteurs de la GM Family II (en), le X20XEV. Il succède le très renommé C20XE et arrive sur le marché avec une culasse développée par Lotus. Elle avait d'ailleurs un angle de soupape plus petit que le C20XE qui était censé donné plus de couple à bas régime pour ce moteur atmosphérique. Ce groupe motopropulseur est un 4 cylindres entraîné par une courroie et disposant du système de recirculation des gaz d'échappement EGR. Il a aussi les caractéristiques suivantes :
- Cylindrée de 1 998 cm3
- 16 soupapes (4 par cylindres)
- Double arbre à cames en tête
- Alésage × Course : 86 mm × 86 mm
- Gestion Siemens Simtech 70
- Ratio de compression 10,8:1
- Régime maximal de 7 000 tr/min

Dans les chiffres, le moteur crache 119 kW (160 chevaux) à 6 500 tr/min et 195 N m à 4 300 tr/min. Il gagne donc 4 chevaux mais perd 8 N m par rapport à son descendant le C20XE.

#### Astra G OPC Turbo
L'Astra OPC Turbo a été commercialisé de 2003 à 2004 sur la base de l'Opel Astra G phase 2. Elle fait suite à beaucoup de commentaires jugeant la série limitée de 3 000 exemplaires insuffisante en rapport à la demande. Opel profite de ce 2e lancement pour la mettre au niveau des meilleures concurrentes grâce à un nouveau groupe motopropulseur. Elle sera déclinée en version 3 portes et break appelé Caravan.
L'OPC Turbo se distingue de l'OPC classique par des pare-chocs redessinés (intégrant une grille et calandre en nids d'abeilles), de nouvelles jupes latérales, une sortie d'échappement chromée et les jantes au design Snowflakes (flocon de neige) 7,5 × 17" dont le design a été largement inspiré de l'Astra OPC XTreme. À l'intérieur, l'Astra OPC Turbo reçoit un pommeau de vitesse en aluminium et dispose toujours des fonds de compteur blancs, mais ceux-ci reçoivent l'inscription OPC. Les seuils de portes reçoivent quant à eux la mention « Turbo ». Aussi, elle s'équipe d'inédits sièges Recaro cuir-tissu, pour la version Caravan comme pour la version 3 portes. De série, l'équipement de l'Astra OPC est bon : ordinateur de bord, sièges chauffants, climatisation manuelle, ESP et contrôle de traction deconnectable.
En option, l'acheteur pouvait encore choisir : toit ouvrant, climatisation automatique, GPS avec radio intégrant un dispositif de connexion aux téléphones mobiles de l'époque, phares xénon et sièges Recaro full cuir. 4 coloris étaient à disposition : Rouge Magma, bleu Bermudes/Ardennes, argent Étoile et noir Saphir.
Pour les performances, cette version Turbo envoie le 1 000 m départ arrêté en 27,7 s et se targue d'un coefficient de pénétration dans l'air (Cx) de 0,284, soit le plus bas dans sa catégorie au moment de sa sortie.

##### Châssis et trains roulants
Toujours basé sur la plateforme T de GM, le châssis n'a subi que les modifications courantes de la phase 2. Il est donc identique au châssis de l'Astra G OPC 160 chevaux puisque celui-ci était loin d'être dépassé. Les freins sont de même dimension également (308 mm à l'avant, 235 mm à l'arrière).
À noter que dans la boîte de dialogue ci-contre, le poids est donné selon la norme 70/156/CEE qui comprend le conducteur et quelques bagages.

##### Moteur
Nommé Z20LET, il est le digne descendant du C20LET mais se base entièrement sur le X20XER, prenant néanmoins un turbo K03 de marque Kühnle, Kopp & Kausch (KKK) au passage ! Ce turbocompresseur possède une turbine intégrée au collecteur d'échappement et utilise un échangeur air/air. Ce nouveau groupe motopropulseur ravit la presse spécialisée qui le qualifie de « vif comme l'éclair » bien que l'auto soit en fin de carrière. Ce 4 cylindres en ligne turbocompressé à double arbres à came en tête (DOHC) a donc les caractéristiques suivantes :
- Cylindrée de 1 998 cm3
- 16 soupapes (4 par cylindre)
- Alésage × Course : 86 mm × 86 mm
- Gestion Bosch Motronic ME 1.5.5
- Injection de carburant multipoint séquentielle
- Ratio de compression: 8,8:1
- Régime maximal 6 500 tr/min

Le moteur délivre donc 147 kW (200 chevaux) à 5 600 tr/min et 250 N m de couple dès 1 950 tr/min, ce qui en fait un moteur très souple. À noter que le Z20LET est décliné sur d'autres modèles en 190, 192 et 200 chevaux mais la différence réside dans la gestion électronique du moteur afin d'obtenir des puissances fiscales plus bénéfiques.
La transmission est assurée par une boîte manuelle (F23 SRT) à 5 vitesses aux roues avant.

##### Modèles spéciaux
En 2001, Opel et OPC présentent l'Opel Astra OPC XTreme, une version route basée sur la version DTM.

#### Astra H OPC
L'Opel Astra H OPC est vendue en Grande-Bretagne sous le nom de Vauxhall Astra VXR, en Australie et en Nouvelle-Zélande sous le nom de HSV VXR. Elle a été commercialisée fin 2005 et succède à l'Astra G OPC Turbo. Lors de sa sortie, elle signe le record du tour au Nürburgring de son segment avec le pilote Manuel Reuter.

##### Généralités
L'Opel Astra H OPC est basée sur la version GTC de l'Astra classique. Elle s'en distingue par des pare-chocs spécifiques, une calandre et des grilles en nid d'abeille, des jantes Snowflakes 8J x 18" (pneus 225/40R18) laissant entrevoir des étriers bleus, un béquet de toit et un échappement central. À l'intérieur, seuls 2 sièges Recaro tissu-cuir tranchent avec la GTC. Elle reçoit aussi les traditionnelles pièces estampillées OPC (volant, pommeau de vitesse, compteur, seuils de portes). De série, elle dispose d'un vaste équipement : châssis IDS+ (voir ci-dessous), appuis-têtes avant actifs, climatisation, radio CD MP3, régulateur de vitesse et système Open&Start (système de démarrage/déverrouillage mains libres, à partir de 2006). Elle proposait également quelques options intéressantes :
- Esthétique : Jantes 8 J x 19 à 10 branches (appelées aussi jantes type Bk) ou jantes 8 J x 19 à 5 branche de type Snowflakes (flocon de neige, en Y).
- Sécurité : Phares Bi-xénon adaptatifs (AFL qui est en fait l'ancêtre de l'AFL+) et alarme antivol.
- Confort : Rétroviseurs extérieures rabattables électriquement, sièges full cuir noir ou sièges full cuir noir/bleu, Park-Pilot à l'arrière, climatisation automatique et chauffage auxiliaire.
- Audio et communication : Plusieurs radio avec système d'Infotainment et GPS étaient disponibles.
- 4 coloris étaient proposés : Bleu Bermudes/Ardennes, rouge Magma, argent Étoile ou noir Saphir.

##### Châssis et trains roulants
Basée sur la version GTC, l'Astra H OPC repose sur une plateforme GM Delta (en) de 1re génération. L'assiette a été abaissé de 20 mm et repose sur un châssis IDS+ (Interactive Driving System). Ce dernier permet de mettre en réseau l'amortissement piloté CDC (Continous Damping Control) avec l'ESP et le contrôle de traction (TC), ce qui confère à la voiture un comportement plus équilibré. De plus, ce système interactif permet d'y lier le pilote par le biais d'un bouton Sport sur le tableau de bord appelé SportSwitch. Les trains roulants se basent sur un système McPherson et la puissance est passée au sol sur les roues avant par le biais d'une boîte de vitesses manuelle à 6 rapports (M32) avec un autobloquant électronique et un rapport de pont de 3,83.
Les freins sont composés de disques fixes de 321 mm pincées par des étriers mono-pistons à montage axial pour le train avant et de disques fixes de 278 mm sur l'arrière. La presse est satisfaite de l'endurance et du mordant de ce système.
À noter que dans la boîte de dialogue ci-contre, le poids est donné selon la norme 70/156/CEE qui comprend le conducteur et quelques bagages.

##### Moteur
Nommé Z20LEH, ce moteur est un dérivé du Z20LEL (125 kW - 170 chevaux - déjà présent sur l'Astra H GTC) qui lui même est dérivé du Z20LET. Par rapport à ces derniers, le Z20LEH reçoit un nouveau turbo KKK K04 (Kühnle, Kopp & Kausch), des pistons forgés Mahle refroidis par huile en dessous et perd ses contre-arbres d'équilibrage. Le 4 cylindres en ligne à double arbre à cames en tête (DOHC) propose les caractéristiques suivantes :
- Cylindrée de 1 998 cm3
- 16 soupapes (4 par cylindre)
- Alésage × Course : 86 mm × 86 mm
- Gestion Bosch Motronic ME 7.6
- Injection de carburant multipoint séquentielle
- Ratio de compression: 8,8:1

Dans les faits, ce bloc délivre 177 kW (240 chevaux) à 5 600 tr/min et 320 N m de couple dès 2 400 jusqu'à 5 000 tr/min.

#### Opel Astra H OPC Nürburgring Edition
En 2009, Opel lance la version Nürburgring de l'Astra H OPC limitée à 835 exemplaires et tous numérotées (numérotation au centre du tableau de bord). Elle se caractérise de l'OPC par sa seule couleur au catalogue (blanc) ainsi qu'un drapeau à damier noir dégradant vers le gris courant du capot jusqu'au coffre. Elle est livrée de série avec des jantes OZ Racing blanches ou une version bicolore des jantes 19" à 10 branches (type Bk) de l'OPC classique. L'auto garde ses sièges Recaro mais ceux-ci sont signés du célèbre tracé du Nürburgring, tout comme les montants et seuils de portes.
Le moteur n'évolue pas et affiche les mêmes caractéristiques que le Z20LEH de l'OPC classique.
Le châssis passe à un nouveau système de gestion IDS+2 qui améliore le comportement. Enfin, les freins avant évoluent et gagnent 10 mm pour passer à 331 mm.

#### Astra J OPC
Elle est vendue en Grande-Bretagne sous le nom de Vauxhall Astra VXR, en Australie et en Nouvelle Zélande sous le nom de Holden Astra VXR. C'est la déclinaison sportive de la version coupé GTC de l'Astra. Le magazine échappement la classe même comme sportive de l'année 2012 et fait un meilleur temps que des voitures plus puissantes (BMW M135, Camaros SS et Audi TT RS) lors de cette même édition du concours. Le magazine utilise même le qualificatif suivant : « Cette Opel Astra OPC, c'est la surprise de l'année ».

##### Généralités
L'Astra OPC se base sur le châssis de la GTC abaissé pour l'occasion. En plus du coupé GTC, l'Astra OPC propose des boucliers spécifiques avec des inserts en aluminium brossé, une double sortie d'échappement Remus, des jantes spécifiques 8J x 19 avec des pneus 245/40R19. À l'intérieur, elle embarque des sièges baquets Recaro cuir-tissu à flancs électropneumatiques (31 réglages, certifiés AGR, signés OPC avec des surpiqûres argent) avec des assemblages intérieurs couleur platine et vernis piano. Enfin, un pommeau de vitesse, un volant à méplat et des compteurs spécifiques, tout 3 signés OPC complètent la panoplie. Bien qu'elle ne soit que de 2012, chaque propriétaire d'Opel Astra J OPC peut se connecter depuis son Smartphone au véhicule via l'application sur ITunes/Android. L'Astra GTC s'est également vue décernée 5 étoiles au Crash Test Euro NCap. En outre, elle disposait d'un bon rapport qualité/équipement/prix.
Chauffage des sièges à l'avant, ordinateur de bord inclus avec Check-Control et menu de puissance OPC, climatisation automatique bizone, régulateur de vitesse, Airbag frontaux (passager/conducteur), latéraux (thorax/bassin) et Airbag rideaux avant et arrière, frein à main électrique (uniquement pour la Suisse), système de contrôle de pressions des pneus, châssis piloté FlexRide (proposant 3 modes de conduites), différentiel autobloquant mécanique sur le train avant et caméra Opel Eye (caméra permettant nombre d'aides à la conduite, dont la lecture des panneaux par exemple).
En option, l'acquéreur avait aussi une panoplie de choix :
- Esthétique : Jantes à 5 branches en Y bicolores 8.5J x 20 avec pneus 245/35/R20, Pack OPC (Jupe latérale plus prononcée et becquet proéminent à double étage), Black Edition (toits et rétroviseurs noir laqués), Pack Carbon (toits et rétroviseur imitation carbone), Pack Opel Motorsport (design spécifique aux couleurs d'Opel, uniquement pour la Suisse) et pare-brise panoramique.
- Intérieur : Sièges Recaro noire full cuir avec des surpiqûres couleur blanc/argent ou sièges Recaro full cuir avec liseré et surpiqûres bleues.
- Sécurité : Phares adaptatifs AFL+ (innovation reconnue apparue sur l'Opel Insignia) et l'alarme antivol.
- Confort : Rétroviseurs extérieurs rabattables électriquement, chauffage de volant, park-pilot arrière, coffre double fond Flex-Door, tapis de sol OPC avant et arrière.
- Audio et communication : Radio CD/600 Intellilink DAB+ ou Radio/CD Navi 950 Intellilink DAB+ (les systèmes IntelliLink permettent une connectivité moderne et rapide avec les Smartphone, ils embarquent en plus Apple Carplay et Android Auto) et Infinity Sound System.

Enfin, l'Opel Astra J OPC était disponible dans 7 coloris : Bleu Bermudes ou Ardennes (selon les pays, couleur officielle d'OPC), bleu Buzz, jaune Flamme, blanc neige, blanc Minéral ou noir Graphite.

##### Châssis - Trains roulants
L'Opel Astra J repose sur une plateforme Delta II de GM (en) et a été développé à Rüsselsheim, siège d'Opel et de l'ITDC (en). Le train avant repose sur une suspension McPherson de manière repensée avec un inédit système HiPerStut. Combiné à un différentiel à glissement limité à rampes et disques Drexler taré à 40 %, ce système permet une meilleure adhérence pour un véhicule à traction avant. L'installation de pivots découplés et le fait que la suspension pilotée fournie par ZF Sachs utilise un cadre rigide permet d'augmenter le ressenti conducteur, tout en évitant les remontées de couple dans le volant. Le système est efficace et reconnu par la presse.
Toujours à l'avant, le système de freinage utilise d'excellents disques percés flottants (335 mm) montés sur bol en aluminium, pincés par des étriers fixes Brembo 4 pistons à montage axial, ce qui a permis de gagner 7 kg en masse non suspendue. Les garnitures originales de frein sont les Brembo HP 2000. À l'arrière, des disques fixes ventilés percés (315 mm) prennent place, avec des étriers mono-pistons à montage axial.
À noter que dans la boîte de dialogue ci-contre, le poids est donné selon la norme 70/156/CEE qui comprend le conducteur et quelques bagages.

##### Moteur
Il y a eu 2 moteurs installés sur les Astra J OPC selon leurs années de commercialisation. Tout d'abord, le A20NFT puis le B20NFT. La différence entre ces 2 blocs réside dans leurs réponses techniques aux normes antipollution Euro. En effet, la norme ayant changé pendant la période de commercialisation, une adaptation par Opel a été opérée.
La vraie rupture marquée par l'Astra J est qu'elle ne reprend plus le moteur Z20LEH qui était descendant de la GM Family II (en), ici c'est un moteur venant de la famille GM Ecotec (en) de génération II. Cette famille a été développée par une équipe internationale d'Opel à Rüsselsheim. On retrouve ce moteur en génération I sur le duo Vectra/Signum développant 170 chevaux (Z20NET) puis sur l'Opel GT, déjà en génération II avec 260 chevaux (Z20NHH).
Une évolution du moteur de la GT est donc venue se placer sous le capot de cette Opel Astra J OPC. Comme sur la GT, il est monté à l'avant mais de manière transversale cette fois-ci. C'est donc un moteur à 4 cylindres en ligne et 16 soupapes (4 par cylindre) avec 2 arbres à cames en tête à réglages variables. Concrètement, cela se traduit par une culasse en aluminium et plusieurs mesures techniques :
- Un turbocompresseur à double rouleau
- Système d'injection directe d'essence à haute pression entraîné par les arbres à cames
- Distribution à deux arbres à cames en continu avec une chaîne de distribution (contrairement à la courroie des Z20LEH)
- Soupapes d'échappement Inconel en acier inoxydable remplies de sodium basé sur le V8 de la Corvette
- Pistons en aluminium moulé à faible frottement avec injecteurs d'huile
- Vilebrequin en acier forgé
- Bielles en acier forgé
- Collecteur d'échappement en acier inoxydable
- Alésage × Course : 86 mm × 88 mm

Avec tout ça, le moteur délivre donc 280 chevaux (206 kW) à 5 500 tr/min et un couple de 400 N m sur une plage allant de 2 500 à 4 500 tr/min. Le taux de compression est 9,2:1 et le souffle maximal du turbo est de 1,4 bar.
L'échappement est assuré par une ligne inox 76 mm double sortie bénéficiant de la fameuse "dérogation Ferrari" sur les nuisances sonores pour les voitures capables de passer de 50 à 61 km/h en moins de 15 mètres en 3e (75 dB au lieu de 74).

##### En compétition
Opel a conçu une version TCR de son Opel Astra J OPC qui a aussi couru en VLN. Elle reprend la même motorisation portée cette fois-ci à 320 chevaux (235 kW) à 5 600 tr/min et 420 N m de couple. Le poids passe 1 280 kg seulement et le système de transmission (boîte 6 vitesses avec un DGL) reste identique au modèle de série. Le châssis reprend les suspensions HiPerStrut à l'avant, un essieu Wattlink à l'arrière et il s'arme d'un amortissement Bilstein Performance multi-positions. Le système de freinage passe à un étrier monobloc 6 pistons AP Racing avec des disques rainurés ventilés de 378 mm à l'avant alors qu'à l'arrière, il se contente des 315 mm d'origine.
À l'extérieur, l'Opel Astra J OPC TCR emporte des portes, un capot, une lèvre avant ainsi qu'un spoiler arrière en carbone. Les voies sont élargies à 1 910 mm tandis que la hauteur est abaissée à 1 390 mm. De fait, les éléments comme les pare-chocs et jupes latérales sont également redimensionnés. Les autres dimensions restent identiques au modèle de série (hors aileron/lame).
À l'intérieur, l'Opel Astra J OPC TCR embarque un siège Sparco Competition, un système d'extinction à déclenchement électrique, un réservoir de sécurité FT3 de 100 litres ainsi qu'un système de levage pneumatique rapide (en option).

##### Versions spéciales - Opel Astra OPC Extreme
Opel a présenté une Astra OPC Extreme. Le nom Extreme est dessiné avec une caligraphie particulière ne laissant entrevoir que le XTreme, ces quelques lettres font référence à une déclinaison sur le même état d'esprit (modèle route basé sur un modèle piste) de l'Opel Astra G et son concept Astra OPC XTreme V8 présenté en 2001. Malheureusment, comme ce dernier, l'Opel Astra OPC Extreme ne sera jamais déclinée en petite série.
La version Extreme se distingue par un aileron et une lame avant inspirée du modèle de course. Pour gagner du poids, le capot, le toit et les roues sont en carbone. Les places arrière cèdent leur place à un arceau qui entoure l'habitacle en entier. Des baquets Recaro allégés accueillent le pilote avec des ceintures 6 points alors qu'un volant en carbone de plus petite taille se tient face à lui. Pour terminer, 4 sorties d'échappement rondes viennent se loger dans le diffuseur spécifique de cette version.
Le moteur utilisé est celui d'origine mais il passe à 300 chevaux (225 kW) avec la même boîte manuelle 6 vitesses et son différentiel à glissement limité mécanique. Les freins avant passent à 370 mm avec des étriers Brembo à 6 pistons. Les jantes 19 pouces sont équipées de pneus semi-slick 245/35R19.

### Berlines

#### Vectra C OPC
La Vectra C OPC a trouvé 3 000 preneurs dans toute sa carrière. Elle est vendue sous le nom de Vauxhall Vectra VXR en Angleterre. Elle ne sera fabriquée qu'en version 5 portes (GTS) et en version break (appelé Caravan).

##### Généralités
La Vectra OPC repose sur une base de Vectra classique. Elle s'en distingue par des pare-chocs et une calandre spécifiques ainsi qu'une double sortie à forme trapézoïdale.

##### Châssis - Trains roulants
À noter que dans la boîte de dialogue ci-contre, le poids est donné selon la norme 70/156/CEE qui comprend le conducteur et quelques bagages.

##### Moteur
Le moteur est le plus petit bloc de la famille moteur GM High Feature (en), il est nommé Z28NET ou LP9. Ce groupe motopropulseur est basé sur la version LP1 (bloc atmosphérique) qui était installé sur les Cadillac CTS et SLS. Il a ensuite été adapté par les ingénieurs Opel et Saab pour recevoir un turbocompresseur afin de le proposer pour le marché européen et est devenu LP9, ce qui a conduit à l'abaissement du taux de compression. Concrètement, c'est un V6 à 60° Turbo qui prend place sous le capot de la Vectra OPC. Il a également les caractéristiques suivantes :
- Un turbocompresseur Mitsubishi (0,8 bar)
- Système d'injection directe d'essence multipoint séquentielle (Bosch Motronic)
- Distribution à quatre arbres à cames (2x2 arbres à cames en tête)
- 24 soupapes (4 par cylindre)
- Alésage × Course : 89 mm × 80,3 mm
- Taux de compression: 9,5:1

Il faut noter que sur sa période de commercialisation, la Vectra a connu deux versions de A28NET. La première année, le 6 cylindres développait 184 kW (250 chevaux) à 5 500 tr/min et un couple de 350 N m sur une plage allant de 1 900 à 4 500 tr/min.
Les années suivantes, le 6 cylindres développaient 206 kW (280 chevaux) à 5 500 tr/min mais toujours un couple de 350 N m sur une plage allant de 1 900 à 4 500 tr/min.

#### Insignia OPC
En 2012, Opel avait vendu 4200 Opel Insignia OPC, une prouesse dans un segment généraliste désertés, laminé par les SUV.
À noter que dans la boîte de dialogue ci-contre, le poids est donné selon la norme 70/156/CEE qui comprend le conducteur et quelques bagages.

### Monospaces
Toutes versions confondues, l'Opel Zafira OPC a été vendu à 15 600 exemplaires entre 2001 et 2012.